# Puerto Rico (Meta)
Puerto Rico – miasto w Kolumbii, w departamencie Meta.